# Wiesen-Flockenblume
Die Wiesen-Flockenblume (Centaurea jacea), auch Gewöhnliche Flockenblume genannt, ist eine Pflanzenart, die zur Gattung der Flockenblumen (Centaurea) in der Unterfamilie der Carduoideae innerhalb der Familie der Korbblütengewächse (Asteraceae) gehört.

## Beschreibung

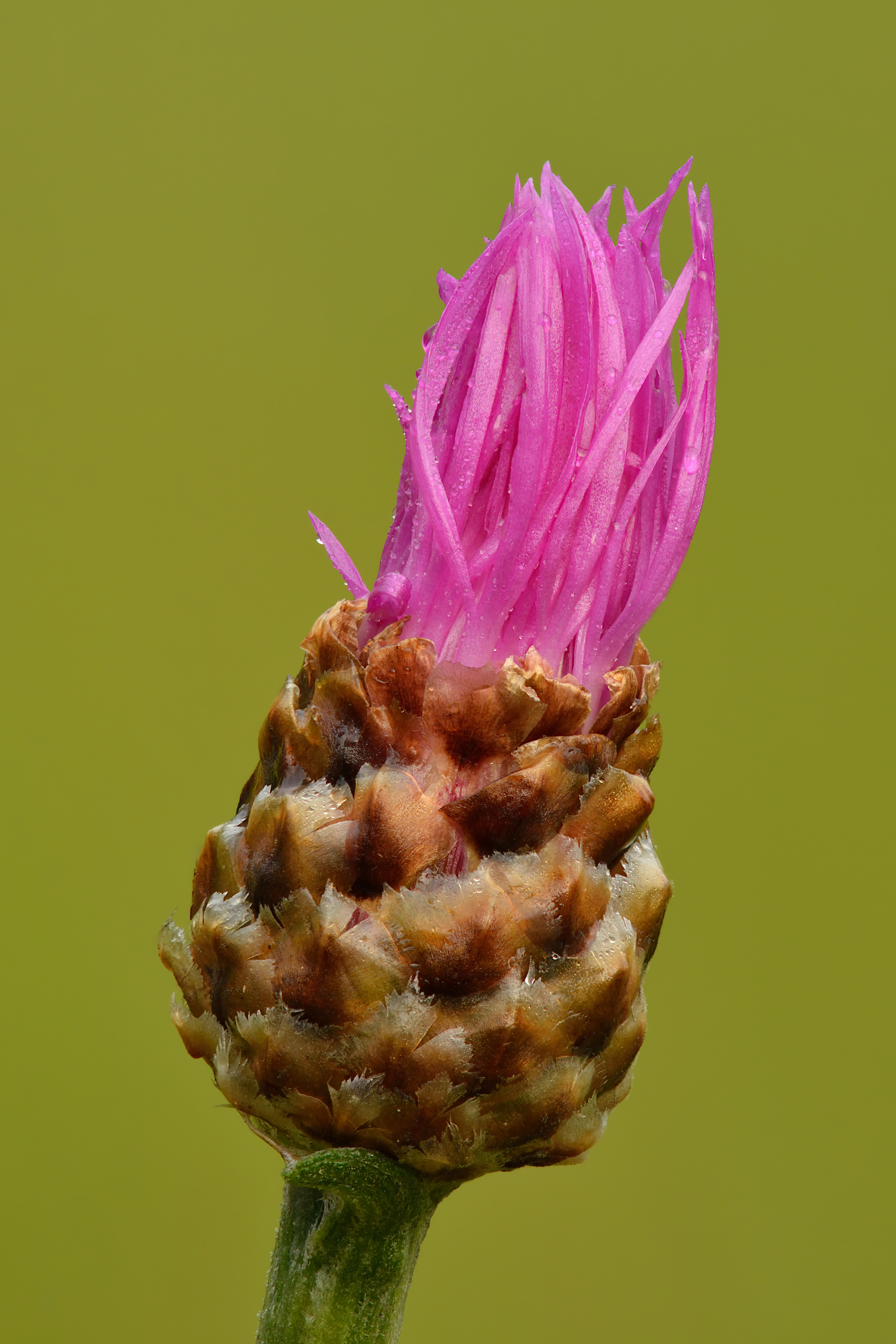
Blütenkorb am Beginn der Anthese, dabei ist die Korbhülle gut erkennbar

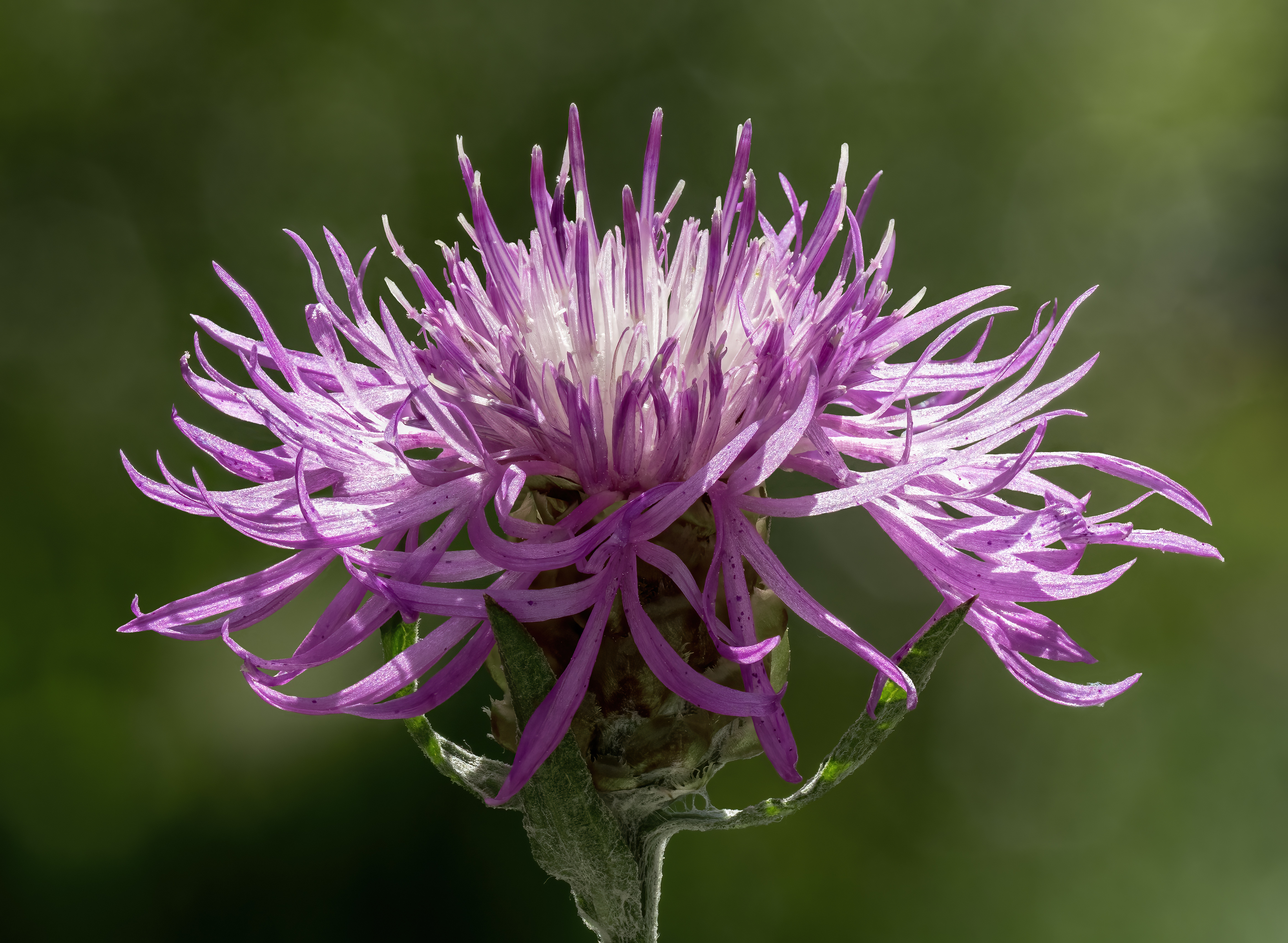
Blütenkorb mit vergrößerten randlichen und inneren Röhrenblüten im Detail

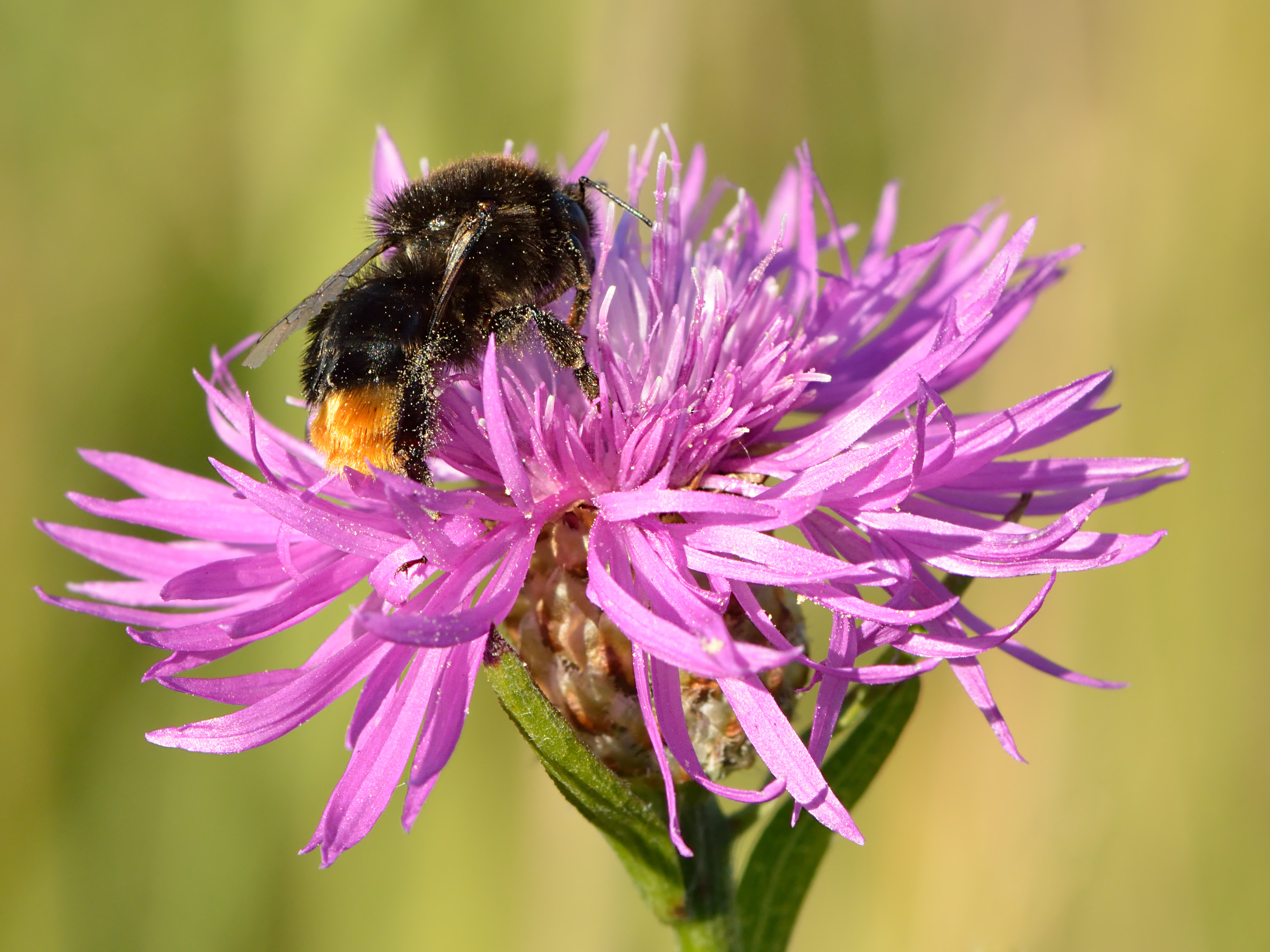
Bombus lapidarius als Blütenbesucher

### Vegetative Merkmale
Die Wiesen-Flockenblume wächst meist als ausdauernde krautige Pflanze und erreicht Wuchshöhen von 30 bis 60, selten bis 70 oder sogar 150 Zentimetern. Sie bildet Rhizome als Überdauerungsorgane. die oberirdischen Pflanzenteile sind grün und kurz-steif oder mehr oder weniger weich-kraus oder anfangs spinnwebig-wollig behaart (Indument). Je Pflanzenexemplar ist ein bis viele Stängel vorhanden. Der aufrechte bis aufsteigende von Grund auf oder nur im oberen Bereich locker verzweigte Stängel besitzt keine Flügel und ist variabel beispielsweise anliegend spinnwebig behaart.
Die Laubblätter sind grundständig und wechselständig am Stängel angeordnet. Die Grundblätter sind gestielt und bei einer Länge von bis zu 25 Zentimetern sowie einer Breite von 2,5 Zentimetern verkehrt-lanzettlich oder elliptisch mit spitzem oberen Ende; ihre Blattflächen sind flaumig bis rau behaart. Die unteren Stängelblätter sind sitzend und bei einer Länge von 1 bis 8 Zentimetern sowie einer Breite von 2 bis 10 Millimetern eiförmig, linealisch bis lanzettlich, ganzrandig oder entfernt fein gezähnt, einfach oder selten mit einigen Abschnitten oder buchtig-fiederspaltig mit spitzem oberen Ende. Die oberen Stängelblätter sind bei einer Länge von 5 bis 25 Zentimetern ungeteilt bis unregelmäßig gelappt, wobei die obersten schmaler und ungeteilt sind. Die Stängelblätter sind sehr variabel behaart, beispielsweise mit spinnwebigen, rauen oder drüsigen Trichomen behaart.

### Generative Merkmale
Je Stängel sind wenige bis viele Blütenkörbe vorhanden. Die einzeln über einem beblätterten Blütenkorbschaft angeordneten Blütenkörbe sind bei einem Durchmesser von 1,5 bis 1,8 oder 2 bis 4 Zentimetern breit-eiförmig oder scheibenförmig. Die Korbhülle (Involucrum) ist bei einer Höhe von 10 bis 15 Millimetern einem Durchmesser von 7 bis 16 Millimetern während der Anthese halbkugelig oder breit-eiförmig bis glockenförmig und enthalten dachziegelartig angeordnete Hüllblätter. Die mittleren Hüllblätter sind bei einer Länge von 4 bis 6 Millimetern sowie einer Breite von 1,5 bis 2 Millimetern schmal-elliptisch. Die Hüllblätter tragen an ihrem oberen Ende rundliche, trockenhäutige Hüllblatt-Anhängsel; diese sind vom eigentlichen Hüllblatt deutlich abgesetzt und laufen an dessen Rand nicht herab. Die Hüllblatt-Anhängsel überdecken den grünen, eigentlichen Hüllblatt-Teil der nachfolgenden, weiter innen stehenden Hüllblätter vollständig. Die Hüllblatt-Anhängsel sind schwarzbraun bis weißlich, ganzrandig oder zerschlitzt gefranst. Die Blütenkörbe enthalten selten 40 bis, meist 60 bis 100 (viele, manchmal mehr als 100) violette, rosa- bis purpurfarbene, selten weiße, 15 bis 20 Millimeter lange Röhrenblüten, von denen die randlichen stark vergrößert und steril sind. Die inneren Röhrenblüten sind fertil und 15 bis 18 Millimeter lang mit einer 8 bis 8,5 Millimeter langen Kronröhre, die mit 3,5 bis 5 Millimeter langen Kronzähnen endet. Die sterilen Röhrenblüten sind länger als die fertilen. Die Staubbeutel sind 5 bis 6,5 Millimeter lang.
Die hell-braune oder graue Achäne ist bei einer Länge von 2,5 bis 3 Millimetern zylindrisch, kahl oder fein bis spärlich wollig behaart und kaum erkennbar gerippt. Sie besitzen keinen Pappus oder er besteht aus mit einer Länge von 0,5 bis 1 Millimetern winzigen Borsten.

### Chromosomensatz
Die Chromosomengrundzahl beträgt x = 11; es liegt Diploidie oder Tetraploidie mit einer Chromosomenzahl von 2n = 22 oder 44 vor.

## Inhaltsstoffe
Die Wiesen-Flockenblume enthält Gerbstoffe.

## Ökologie und Phänologie
Bei der Wiesen-Flockenblume handelt es sich um einen mesomorphen, skleromorphen, plurienn-pollakanthen Hemikryptophyten. Vegetative Vermehrung durch Wurzelsprosse ist möglich.
Die Blütezeit reicht je nach Region und Unterart von Ende Mai oder Juni bis Oktober oder November. Fruchtreife erfolgt von Juni bis Oktober.
Blütenökologisch handelt es sich um „Körbchenblumen“. Die Wiesen-Flockenblume ist dreihäusig (triözisch) d. h. neben Pflanzenexemplaren mit zwittrigen Blüten, die durch stark vergrößerte Randblüten und verkümmerte Nektarien auffallen, gibt es auch rein männliche und rein weibliche Pflanzenexemplare. Doch oft sind auch sterile Blüten in einem Blütenstand vorhanden. Die Wiesen-Flockenblume ist proterandrisch, dabei sind in einer Blüte zuerst männliche, später weibliche Blütenorgane fertil. Die Wiesen-Flockenblume ist xenogam, es erfolgt also obligate Fremdbefruchtung, wobei die Gameten von verschiedenen Sporophyten stammen. Es liegt sporophytische Selbstinkompatibilität vor, dabei wird Selbstbefruchtung und Samenansatz durch genetisch festgelegte Mechanismus verhindert. Die Pollenkeimung wird auf der Narbenoberfläche verhindert, wenn eines der beiden elterlichen Allele einem der in der Narbe exprimierten Allele entspricht. Als Belohnung für Bestäuber ist Nektar vorhanden. Die Bestäubung erfolgt meist durch Insekten. Es sind vielerlei Bestäuber zu beobachten, so zum Beispiel: Bienen, Hummeln, Schmetterlinge und Schwebfliegen. Der maximale Blütenbesuch findet um 15 Uhr statt. Angeblich soll Selbstbestäubung durch Krümmung der Griffel möglich sein.
Die Achänen sind die Diasporen. Die Ausbreitung der Diasporen erfolgt durch Klett- und Klebausbreitung auf der Oberfläche von Tieren (Epichorie) oder durch den Wind (Anemochorie). Die Achänen können auch ohne Pappus durch den Wind ausgebreitet werden, allerdings bestenfalls als Windstreuer. Hauptsächlich erfolgt Zufallsausbreitung durch Weidetiere neben Ausbreitung durch Ameisen.

## Vorkommen
Die Wiesen-Flockenblume ist in Eurasien von der Iberischen Halbinsel bis Westsibirien und bis zum Kaukasusraum sowie in Nordafrika weitverbreitet. Sie wächst dabei vorrangig in Gegenden mit gemäßigtem Klima. Sie ist in einigen Gebieten der Welt, beispielsweise Kanada, USA, Chile, Neuseeland sowie die australischen Provinzen South Australia, Queensland sowie Victoria ein Neophyt.
Standorte sind meist Halbtrockenrasen, Wiesen, Weiden und Wegränder mit lehmigen Böden. In den Allgäuer Alpen steigt sie in Bayern am Westaufstieg zum Hochgrat bei Oberstaufen bis auf Höhenlagen von 1720 Metern.
Für die Centaurea jacea Artengruppe, also alle Centaurea jacea-Unterarten gelten die ökologischen Zeigerwerte nach Ellenberg: Lichtzahl 7 = Halblichtpflanze, Temperaturzahl = indifferent, Kontinentalitätszahl 5 = See-/Steppen-Übergangsklima zeigend, Feuchtezahl = indifferen, Feuchtewechsel = keinen Wechsel der Feuchte zeigend, Reaktionszahl = indifferent, Stickstoffzahl = indifferent, Salzzahl 0 = nicht salzertragend, Schwermetallresistenz = nicht schwermetallresistent.

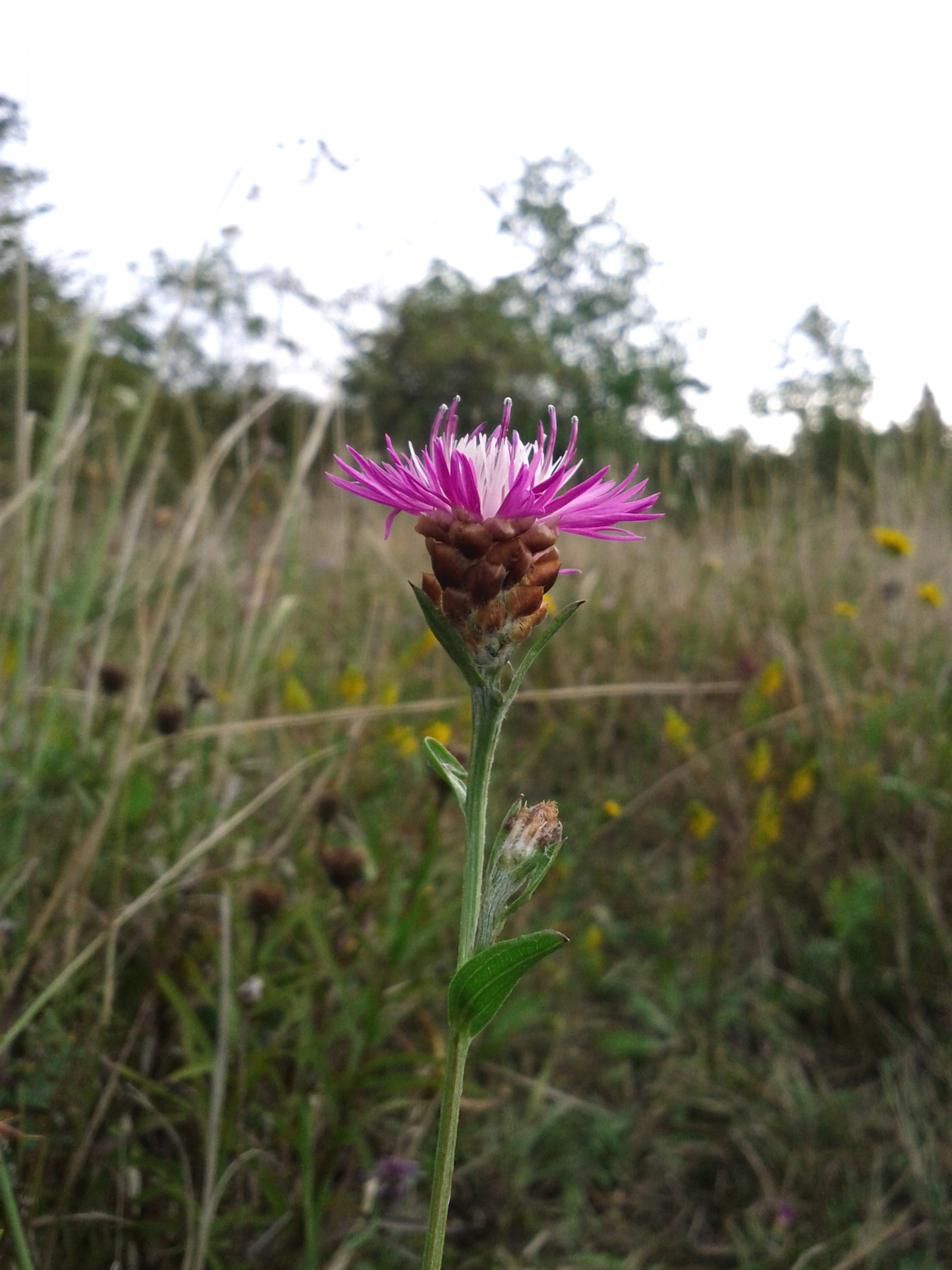
Schmalblatt-Wiesen-Flockenblume (Centaurea jacea subsp. angustifolia)

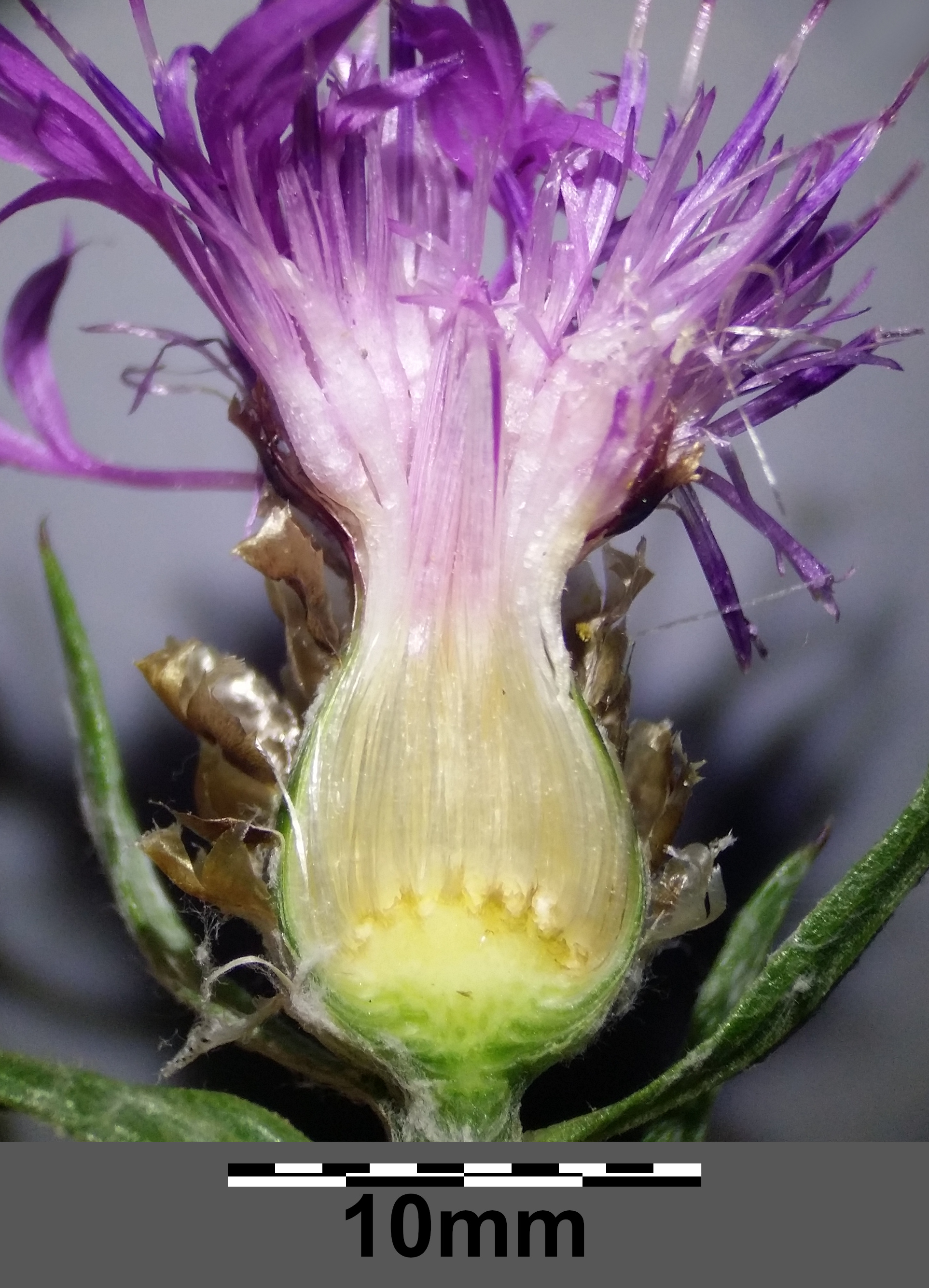
Schnitt durch Blütenkorb von Centaurea jacea subsp. angustifolia

## Systematik

### Taxonomie
Die Erstveröffentlichung von Centaurea jacea erfolgte 1753 durch Carl von Linné in Species Plantarum, Tomus II, Seite 914. Das Artepitheton jacea leitet sich vom Wort yakinthus für „Hyazinthe“ ab und bezieht auf die violette Blütenfarbe. Synonyme für Centaurea jacea L. sind: Jacea pratensis Lam., Centaurea pratensis (Lam.) Salisb., Centaurea variabilis H.Lév. non Bartl., Centaurea jacea subsp. jungens Gugler.

### Unterarten und ihre Verbreitung
Je nach Autor gibt es einige Unterarten:
- Schmalblatt-Wiesen-Flockenblume (Centaurea jacea subsp. angustifolia (DC.) Gremli, Syn.: Centaurea amara var. angustifolia DC., Centaurea amara var. pannonica Heuff., Centaurea angustifolia Schrank non Mill., Centaurea duboisii Boreau, Centaurea pannonica (Heuff.) Simonk., Jacea pannonica (Heuff.) Soják, Centaurea jacea subsp. pannonica (Heuff.) Hayek): Sie ist in Europa weitverbreitet.[12]
- Centaurea jacea subsp. banatica Hayek: Sie kommt in Ungarn, Rumänien und auf der Balkanhalbinsel vor.[12]
- Centaurea jacea subsp. dracunculifolia (Dufour) A.Bolòs: Sie kommt in Spanien und Frankreich vor.[12]
- Centaurea jacea subsp. forojulensis (Poldini) Greuter: Diese Neukombination erfolgte 2003. Sie kommt in Italien vor.[12][17]
- Centaurea jacea subsp. gaudinii (Boiss. & Reut.) Gremli: Sie kommt in Nordafrika, in Frankreich, Italien, Sizilien, in der Schweiz, Österreich und auf der Balkanhalbinsel vor.[12]
- Centaurea jacea subsp. haynaldii (Hayek) Hayek: Sie kommt in Kroatien, Bosnien und Herzegowina und Albanien vor.[12]
- Gewöhnliche Wiesen-Flockenblume = Eigentliche Wiesen-Flockenblume (Centaurea jacea L. subsp. jacea)[12]
- Centaurea jacea subsp. julica (Hayek) Greuter: Diese Neukombination erfolgte 2003. Sie kommt in Italien und in Slowenien vor.[12][17]
- Centaurea jacea subsp. substituta (Czerep.) Mikheev: Sie kommt in der Ukraine, in Moldawien, in Georgien und in Russland vor.[12]
- Centaurea jacea subsp. timbalii (Martrin-Donos) Braun-Blanq.: Sie kommt in Portugal, Spanien, Frankreich, Deutschland, Italien, Belgien und in den Niederlanden vor.[12]
- Centaurea jacea subsp. vinyalsii (Sennen) O.Bolòs & al.: Sie kommt in Spanien vor.[12]
- Centaurea jacea subsp. weldeniana (Rchb.) Greuter: Diese Neukombination erfolgte 2003. Sie kommt in Italien und auf der Balkanhalbinsel vor.[12][17]

### Botanische Geschichte

#### Hybride
Die Art Centaurea jacea ist sehr variabel und gilt als unzureichend erforscht. Sie bildet Hybriden, besonders mit der Schwärzlichen Flockenblume (Centaurea nigrescens). Einige der folgenden Unterarten könnten solche Hybriden sein:
- Schmalblatt-Wiesen-Flockenblume (Centaurea jacea subsp. angustifolia (DC.) Gremli)
- Hellschuppen-Wiesen-Flockenblume (Centaurea jacea subsp. gaudinii (Boiss. & Reuter) Gremli)
- Gewöhnliche Wiesen-Flockenblume (Centaurea jacea subsp. jacea)
- Fiederschuppen-Wiesen-Flockenblume (Centaurea jacea subsp. macroptilon (Borbás) Hayek)
- Kammschuppen-Wiesen-Flockenblume (Centaurea jacea subsp. subjacea (Beck) Hyl.)

#### Eine der möglichen Bearbeitungen der Centaurea-jacea-Gruppe in Deutschland
Für die Sippen dieser formenreichen Art in Deutschland wurden erste Ergebnisse einer Neubearbeitung durch Götz Heinrich Loos 2000 vorgelegt, die jedoch noch vorläufigen Charakter haben. Es zeigt sich, dass fertile Hybriden praktisch zwischen allen Arten der Centaurea-jacea-Gruppe auftreten, von denen einige als „stabilisiert“ angesehen werden können. Diesen wurde Artrang zugesprochen. Darüber hinaus gibt es zahlreiche, undurchschaubare Hybridkomplexe, bei denen nicht mehr festgestellt werden kann, welche Arten im Einzelnen beteiligt waren.
Die Sektion „Jacea“ innerhalb der Gattung Centaurea enthält Stand 2000 mehrere separate, teilweise nur vorläufig benannte Arten:
- Westliche Schmalblättrige Flockenblume (Centaurea pannonica subsp. approximata (Rouy) G.H.Loos)
- Brandenburgische Flockenblume (Centaurea brandenburgica)
- Täuschende Flockenblume (Centaurea decipiens Thuill.)
- Westliche Flockenblume (Centaurea diluvialis Soest)
- Niedrige Wiesen-Flockenblume (Centaurea humilis Schrank)
- Kleinfedrige Flockenblume (Centaurea microptilon Godr. & Gren.)
- Östliche Schmalblättrige Flockenblume (Centaurea pannonica (Heuff.) Simonk. subsp. pannonica)
- Schwachgekämmte Flockenblume (Centaurea semipectinata)
- Spätblühende Flockenblume (Centaurea serotina Boreau)
- Gewöhnliche Wiesen-Flockenblume (Centaurea vulgaris)

## Verwendung
Die Wiesen-Flockenblume ist eine der charakteristischen und weit verbreiteten Blumen artenreicher, extensiv genutzter Mähwiesen und Mähweiden und verträgt zweimaliges Mähen oder mehrfaches Beweiden bei geringer Trittbelastung. Die erste (Mahd-)Nutzung kann dabei schon früh von Mai bis Ende Juni erfolgen, sofern der zweite Schnitt nicht vor dem Ausreifen stattfindet, je nach Region ist dies Mitte August bis Mitte September. Wegen ihres hohen Gehalts an Gerbstoffen ist sie allerdings eine Futterpflanze von untergeordneter Bedeutung.
Die Wiesen-Flockenblume wird heute in mehreren Länder-Agrarprogrammen als Indikatorart für die Qualität des Grünlands verwendet.

## Trivialnamen
Für die Wiesen-Flockenblume bestehen bzw. bestanden, zum Teil auch nur regional, auch die weiteren deutschsprachigen Trivialnamen: wilde Bisamblume (Schweiz), Bismaschütz (St. Gallen bei Obertoggenburg), Bruchsanikel, schwarz Flockenblum, Flockenkraut (Thüringen), Gasagachnöpf (Schweiz), Hartkopp (Eifel bei Altenahr), Knopfblume (Eifel bei Dreis), Knopfwurz, Swartho (mittelniederdeutsch), Swartwort (mittelniederdeutsch), Trummaschlägel (St. Gallen), Trummachnebel (St. Gallen bei Werdenberg und Sargans) und Wannebobbele (Schweiz).

## Illustrationen der Wiesen-Flockenblume (Centaurea jacea)

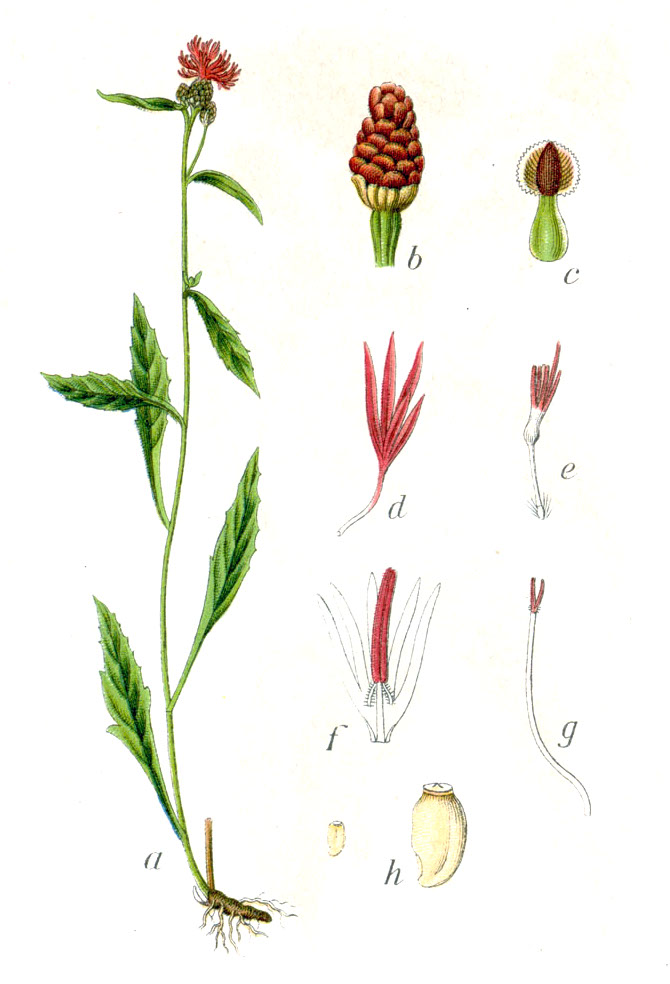
Illustration von Jacob Sturm: a.) Pflanze, b.) Blumenhülle, c.) Hüllblatt, d.) Randblüte, e.) Mittelblüte, f.) geöffnete Blüte, g.) Griffel, h.) Frucht
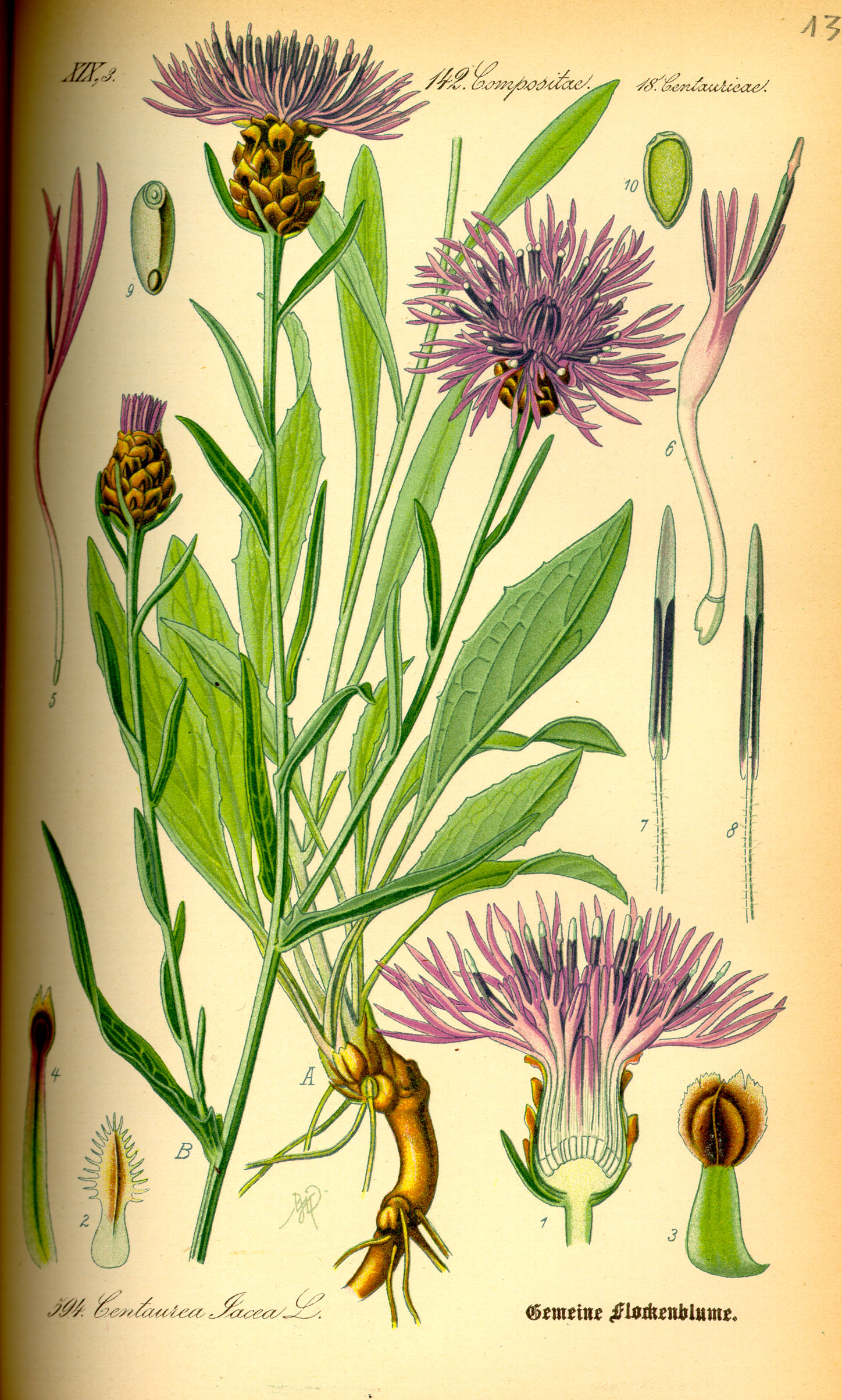
Illustration aus Flora von Deutschland, Österreich und der Schweiz von Otto Wilhelm Thomé 1885
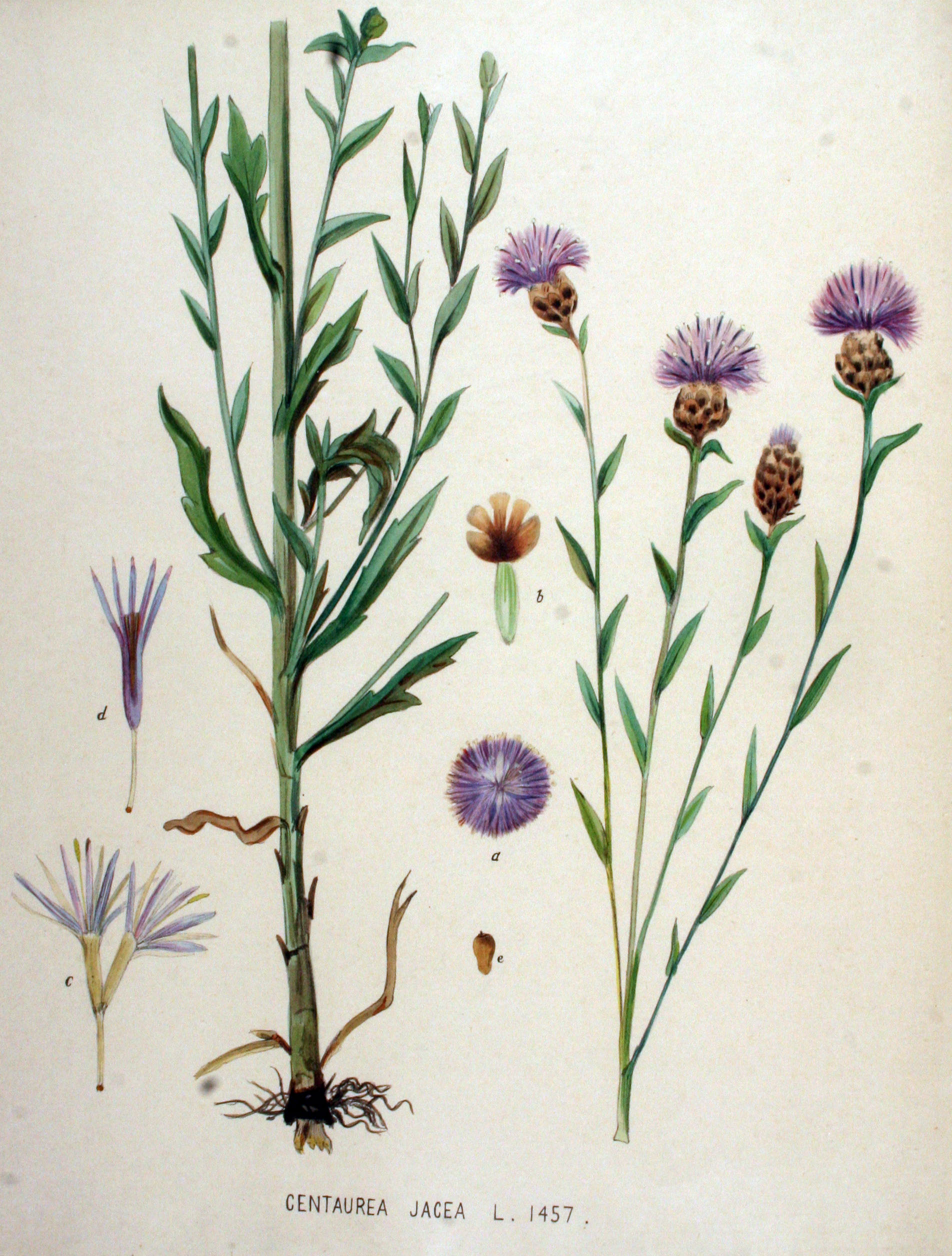
Illustration aus Flora Batava, Volume 19

## Weiterführende Literatur
- Núria Garcia-Jacas, Alfonso Susanna, V. Mozaffarian, R. Ilarslan: The natural delimitation of Centaurea (Asteraceae: Cardueae): ITS sequence analysis of the Centaurea jacea group. In: Plant Systematics and Evolution, Volume 223, Issue 3/4, 2000, S. 185–199. JSTOR:23643936
- Sonia Vanderhoeven, Olivier J. Hardy, Xavier Vekemans, C. Lefèbvre, M. de Loose, J. Lambinon, P. Meerts: A Morphometric Study of Populations of the Centaurea jacea Complex (Asteraceae) in Belgium. In: Plant Biology, Volume 4, Issue 3, 2002, S. 403–412. doi:10.1055/s-2002-32327
- Núria Garcia-Jacas, T. Uysal, K. Romashchenko, V. N. Suárez-Santiago, K. Ertugrul, Alfonso Susanna: Centaurea revisited: A molecular survey of the Jacea group. In: Annals of Botany, Volume 98, Issue 4, 2006, S. 741–753. doi:10.1093/aob/mcl157
- Petr Koutecky: Hybridisation between diploid and tetraploid taxa of Centaurea sect. Jacea: morphological Variation and role of unreduced gametes. 13. Österreichisches Botanikertreffen In: Sauteria, Volume 16, 2008, S. 344–348. Volltext-PDF.
- Petr Koutecky: Taxonomic and Nomenclatural Revision of Centaurea subjacea (Asteraceae-Cardueae) and Similar Taxa. In: Phyton - Annales Rei Botanicae, Volume 49, Issue 1, 2009, S. 63–76. Volltext-PDF.
- Petr Koutecky, Tereza Baďurová, Milan Stech, Jan Košnar, Jakub Karásek: Hybridization between diploid Centaurea pseudophrygia and tetraploid C.jacea (Asteraceae): The role of mixed pollination, unreduced gametes, and mentor effects. In: Biological Journal of the Linnean Society, Volume 104, 2011, S. 93–106. doi:10.1111/j.1095-8312.2011.01707.x
- Andreas Hilpold, Núria Garcia-Jacas, Roser Vilatersana, Alfonso Susanna: Taxonomical and nomenclatural notes on Centaurea: A proposal of classification, a description of new sections and subsections, and a species list of the redefined section Centaurea. In: Collectanea Botanica, Volume 33, 2014, S. 1–29. doi:10.3989/collectbot.2013.v33.001
- Zoe Portlas: Drought Tolerance in Native and Invasive Populations of the Centaurea jacea Hybrid Complex. Thesis for Degree of Master of Science (MS) 2022 at University of Vermont. Graduate College Dissertations and Theses 1630. 2022 - online.